# Agostino Gemelli
Agostino Gemelli, pierw. Edoardo Gemelli (ur. 18 stycznia 1878 w Mediolanie, zm. 15 lipca 1959 tamże) – włoski prezbiter, franciszkanin, uczony, lekarz, psycholog, w okresie międzywojennym jeden z przedstawicieli faszyzmu klerykalnego.

## Życiorys
Edoardo Gemelli urodził się w zamożnej rodzinie mediolańskiej. W 1902 ukończył studia medyczne, następnie pracował w szpitalu Sant’Ambrogio w Mediolanie. Z początku daleki od wiary, przeżył swoje nawrócenie podczas pełnienia służby wojskowej w tym szpitalu. W 1903 wstąpił do zakonu franciszkańskiego w Rezzato koło Brescii, gdzie zmienił imię na Augustyn (wł. Agostino). Po odbyciu formacji początkowej i złożeniu ślubów wieczystych 14 marca 1908 został wyświęcony na kapłana.
W latach 1909–1912 publikował teksty naukowe. Badał możliwości pogodzenia zasad wiary chrześcijańskiej z nowoczesną kulturą. Zajmował się fenomenem cudownego uleczenia w Lourdes. W 1914 założył pismo „Vita e Pensiero” (Życie i myśl), które skupiało środowisko katolickich intelektualistów. Przed I wojną światową prowadził badania w dziedzinie histologii i psychologii w Bonn i Monachium. W czasie I wojny światowej odbył służbę wojskową jako lekarz i kapłan.
W 1919 rozpoczął starania w celu założenia katolickiego uniwersytetu. W 1921 rozpoczął działalność Katolicki Uniwersytet Najświętszego Serca w Mediolanie. Gemelli, jako jego rektor, doprowadził do założenia ośmiu nowych wydziałów. Nigdy nie zaprzestał prac badawczych, stale publikując.
W okresie rządów Benita Mussoliniego wyrażał publicznie poparcie dla polityki faszystowskiej. Popierał inwazję Włoch na Etiopię w 1935 roku i wprowadzenie we Włoszech antysemickich ustaw rasowych w 1938 roku. Był uważany za przedstawiciela faszyzmu klerykalnego.
Jego największe marzenie o poliklinice spełniło się w 1961, kiedy to w Rzymie, w dwa lata po jego śmierci, został położony kamień węgielny pod budowę polikliniki. Otwarcia dokonano w 1964. Nadano jej imię Gemellego. W niej papież Jan Paweł II wielokrotnie był hospitalizowany i operowany, m.in. 13 maja 1981 po zamachu na Placu św. Piotra w Rzymie.